# Giovanni Pettinato
Giovanni Pettinato (* 27. September 1934 in Troina, Sizilien; † 19. Mai 2011 in Rom) war ein italienischer Altorientalist.
Giovanni Pettinato studierte seit 1953 Katholische Theologie am Priesterseminar in Neapel. 1957 wechselte er an das Pontificio Istituto Biblico in Rom, wo er Bibelwissenschaften studierte. 1961 schloss er sein Studium dort mit der Licenza in Sacra Teologia und der Licenza in Scienze Bibliche ab und begann noch im selben Jahr ein Studium der Assyriologie an der Universität Heidelberg bei Adam Falkenstein. Dort wurde er 1966 mit einer Arbeit zum Thema Untersuchungen zur neusumerischen Landwirtschaft promoviert, zwei Jahre später erfolgte die Habilitation ebenda zum Thema Texte zur Verwaltung der Landwirtschaft in der Ur III-Zeit. Noch im selben Jahr erwarb er auch die Libera Docenza (Lehrbefugnis, Habilitation, etwa venia legendi) für das Fach Assyriologie an der Universität Rom. Gleichzeitig war er von 1968 bis 1970 Universitätsdozent in Heidelberg. 1970 wurde Pettinato auf den Lehrstuhl für Assyriologie und Orientalische Geschichte an die Universität Turin berufen. Vier Jahre später wurde er als Ordinarius für Assyriologie an die Universität Rom berufen. 1994 wurde er in Heidelberg zum Honorarprofessor ernannt.
Von 1970 bis 1992 war Pettinato Co-Direktor der Kommission für Sumerische und Assyrische Wörterbücher der italienischen Unione Accademica Nazionale und stand dieser Kommission seit 1992 als Direktor vor. 1991 wurde er zum europäischen Verantwortlichen für die Wörterbuchprojekte, die von den Akademien der Welt gefördert werden, ernannt. Bei den Ausgrabungen der Missione Archeologica Italiana in Irak der Turiner Universität war er 1972/73 als Grabungsphilologe (Epigraphist) tätig, von 1974 bis 1979 bei der Missione Archeologica Italiana in Siria a Tell Mardikh/Ebla der Universität Rom. Zwischen 1976 und 1995 gab er die Zeitschrift Oriens Antiquus sowie die Schriftenreihe Orientis Antiqui Collectio für das Istituto per l’Oriente der Universität Rom heraus.
Pettinato wurde für sein Wirken vielfach ausgezeichnet und geehrt. 1983 verlieh ihm die Stadt Florenz den Columbus-Preis, im Jahr darauf die Accademia Nazionale dei Lincei den Preis für Philologie und Linguistik. Zudem wurde ihm 1984 der Humboldt-Forschungspreis verliehen. Die Cornell University ernannte den Spezialisten für die eblaitische Sprache 1985 zum Senior Fellow. Er war korrespondierendes Mitglied der Accademia Nazionale dei Lincei (1989), der Real Academia de la Historia in Madrid und der Accademia delle Scienze di Torino (2002). 2004 wurde er Grand'Ufficiale des Ordine al merito della Repubblica italiana.

## Schriften (Auswahl)
Er veröffentlichte als alleiniger oder als Co-Autor mehr als 30 Monografien sowie mehr als 100 Aufsätze, Artikel und Rezensionen.
- Texte zur Verwaltung der Landwirtschaft in der Ur-III Zeit. Die runden Tafeln, Pontificium Institutum Biblicum, Rom 1969 (Analecta orientalia, Band 45)
- Das altorientalische Menschenbild und die sumerischen und akkadischen Schöpfungsmythen, C. Winter, Heidelberg 1971, ISBN 3-533-02126-2 (Abhandlungen der Heidelberger Akademie der Wissenschaften, Philosophisch-Historische Klasse, Jahrgang 1971, Abhandlung 1)
- Semiramis. Herrin über Assur und Babylon. Biographie, Artemis, Zürich-München 1988, ISBN 3-7608-0748-8
- Ebla. A New Look at History. Johns Hopkins University Press, Baltimore/London 1991, ISBN 0-8018-4150-X